# Gesichtserkennung (Fotografie)

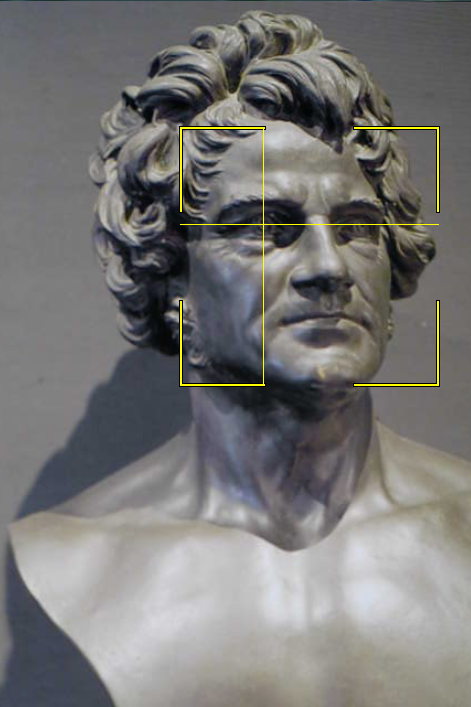
Das im Live-View einer Digitalkamera bei der Aufnahme einer Bronzebüste von Friedrich Wilhelm Bessel erkannte Gesicht wird beispielsweise mit einem gelben Rahmen gekennzeichnet. Das der Kamera näher liegende Auge wurde ebenfalls erkannt, mit einem Fadenkreuz gekennzeichnet und automatisch scharf eingestellt.

Als Gesichtserkennung (auch Face Detection oder Porträterkennung) wird ein Verfahren in der Digitalfotografie bezeichnet, die bei Personenaufnahmen ein oder mehrere Gesichter automatisch erkennt und erfasst. Die Digitalkamera stellt bei aktiver Gesichtserkennungsfunktion automatisch auf die gefundenen Gesichter scharf und wählt Bildparameter wie Belichtung und Weißabgleich für die optimale Wiedergabe der Hautfarbe, Farbverläufen u. ä. Als die ersten Kameras mit dieser Fähigkeit stellte der Kamerahersteller Nikon die Modelle Coolpix 7900, Coolpix 5900 und Coolpix 7600 auf der PMA 2005 vor.
Bei der Digitalfotografie mit sehr geringer Schärfentiefe kann zusätzlich zur Gesichtserkennung eine Augenerkennung durchgeführt werden, damit das der Kamera näherliegende Auge scharf eingestellt werden kann.

## Funktionsweise

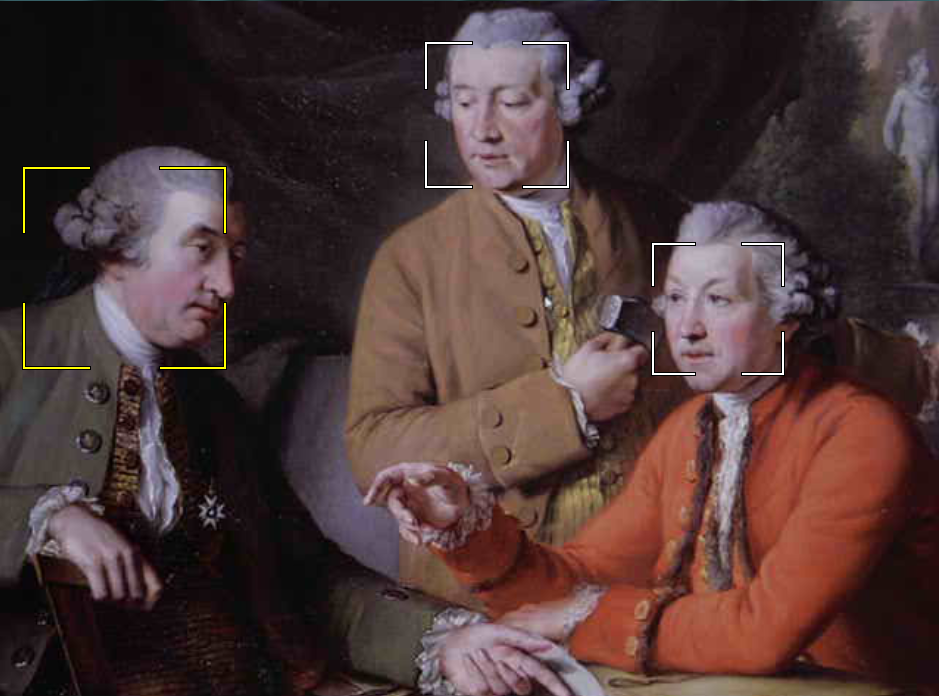
Gesichtserkennung im Live-View einer Digitalkamera bei mehreren Personen in einem Gemälde von John Francis Rigaud, bei dem das größte erkannte Gesicht gelb markiert ist und die anderen weiß markiert sind.

Das Bildanalyseverfahren der Gesichtserkennung beruht auf mathematischen Berechnungen und kann beispielsweise folgende Kriterien berücksichtigen:
- sich bewegende Objekte;[3]
- ovale Formen, die als mögliche Köpfe interpretiert werden;
- Farben innerhalb dieser Formen, die auf das Vorhandensein des Hautpigments Melanin, welches bei jeder Hautfarbe vorkommt, schließen lassen;
- Augen, die anhand ihres statistisch vergleichbaren Abstands identifiziert werden.[4]

Die während der Motivsuche entdeckten Gesichter werden im Live-View auf dem Kontrollbildschirm farbig umrahmt, was eine Überprüfung der Auswahl ermöglicht.
Die Gesichtserkennung funktioniert sowohl bei Frontal- als auch Profilaufnahmen. Dabei ist es unerheblich, in welcher Entfernung sich die Personen zur Kamera befinden, ob sie sich bewegen oder ob sich andere Objekte im Vorder- oder Hintergrund der Bildkomposition befinden.